# George Melford
George Melford (New York, 19 februari 1877 – Hollywood, 25 april 1961) was een Amerikaans acteur, filmregisseur, scenarioschrijver en filmproducent. Gedurende zijn carrière regisseerde hij meer dan 140 films.
Melford was een zoon van Duitse immigranten. Zijn werkelijke naam was George Henry Knauff, maar deze veranderde hij in Melford voor zijn werk als acteur.

## Gedeeltelijke filmografie

### Acteur
- The Wayward Daughter (1909)
- The Touch of a Child's Hand (1910)
- When Two Hearts Are Won (1911)
- The Bugler of Battery B (1912)
- Perils of the Sea (1913)
- The Barrier of Ignorance (1914)
- Ambush (1939)
- Brigham Young (1940)
- Robbers of the Range (1941)
- That Other Woman (1942)
- Dixie Dugan (1943)
- The Big Noise (1944)
- A Tree Grows in Brooklyn (1945)
- The Bride Wore Boots (1946)
- Thunder in the Valley (1947)
- When My Baby Smiles at Me (1948)
- The Stratton Story (949)
- A Ticket to Tomahawk (1950)
- Carrie (1952)
- A Blueprint for Murder (1953)
- The Egyptian (1954)
- Prince of Players (1955)
- The Ten Commandments – (1956)
- Bluebeard's Ten Honeymoons (1960)

### Regisseur
- Arizona Bill (1911)
- The Soldier Brothers of Susanna (1912)
- The Battle of Bloody Ford (1913)
- The Boer War (1914)
- Young Romance (1915)
- The Immigrant (1915)
- To Have and to Hold (1916)
- The Evil Eye
- Nan of Music Mountain (1917)
- Sandy (1918)
- Wild Youth (1918)
- The Sea Wolf (1920)
- The Round-Up (1920)
- The Jucklins (1921)
- A Wise Fool (1921)
- The Sheik (1921)
- Moran of the Lady Letty (1922)
- Burning Sands (1922)
- Ebb Tide (1922)
- Java Head (1923)
- You Can't Fool Your Wife (1923)
- The Dawn of a Tomorrow (1924)
- Simon the Jester (1925)
- The Flame of the Yukon (1926)
- Going Crooked (1926)
- A Man's Past (1927)
- Freedom of the Press (1928)
- La Voluntad del muerto (1930), Spaanstalige versie van The Cat and the Canary en The Cat Creeps
- Drácula (1931), Spaanstalige versie van Dracula
- The Viking (1931)
- East of Borneo (1931)
- The Penal Code (1933)
- Jungle Menace (serial) (1937)
- Jungle Terror (1946)

### Producent
- Behold My Wife (1920)
- Moran of the Lady Letty (1922)
- East of Borneo (1931)

### Scenarioschrijver
- Arizona Bill (1911)
- Prisoners of War (1913)
- The Wartime Siren (1913)
- The Fire-Fighting Zouaves (1913)
- Big Timber (1924)
- Sea Fury (1929)
- Jungle Menace (Story, 1937)

Arizona Bill (1911) · The Soldier Brothers of Susanna (1912) · The Battle of Bloody Ford · The Boer War (1914) · Young Romance (1915) · A Gentleman of Leisure (1915) · The Governor's Lady (1915) · The Woman (1915) · Stolen Goods (1915) · The Fighting Hope (1915) · The Puppet Crown (1915) · The Marriage of Kitty (1915) · Out of the Darkness (1915) · The Explorer (1915) · Armstrong's Wife (1915) · The Unknown (1915) · The Immigrant (1915) · Tennessee's Pardner (1916) · To Have and to Hold (1916) · The Race (1916) · A Gutter Magdalene (1916) · The House with the Golden Windows (1916) · Each Pearl a Tear (1916) · The Years of the Locust (1916) · The Yellow Pawn (1916) · The Evil Eye (1917) · The Winning of Sally Temple (1917) · A School for Husbands (1917) · The Cost of Hatred (1917) · Her Strange Wedding (1917) · The Crystal Gazer (1917) · On the Level (1917) (1917) · The Sunset Trail (1917) · The Call of the East (1917) · Nan of Music Mountain (1917) · The Hidden Pearls (1918) · Wild Youth (1918) · The Bravest Way (1918) · Sandy (1918) · The City of Dim Faces (1918) · The Cruise of the Make-Believes (1918) · The Source (1918) · Such a Little Pirate (1918) · Pettigrew's Girl (1919) · Good Gracious, Annabelle (1919) · Told in the Hills (1919) · Everywoman (1919) · The Sea Wolf (1920) · The Round-Up (1920) · Behold My Wife! (1920) · The Jucklins (1921) · The Faith Healer (1921) · A Wise Fool (1921) · The Great Impersonation (1921) · The Sheik (1921) · Moran of the Lady Letty (1922) · The Woman Who Walked Alone (1922) · Burning Sands (1922) · Ebb Tide (1922) · Java Head (1923) · You Can't Fool Your Wife (1923) · Salomy Jane (1923) · The Light That Failed (1923) · Flaming Barriers (1924) · Big Timber (1924) · The Dawn of a Tomorrow (1924) · Tiger Love (1924) · The Top of the World (1925) · Friendly Enemies (1925) · Without Mercy (1925) · Rocking Moon (1926) · The Flame of the Yukon (1926) · Going Crooked (1926) · A Man's Past (1927) · Sinners in Love (1928) · Love in the Desert (1928) · Lingerie (1928) · Freedom of the Press (1928) · The Woman I Love (1929) · Sea Fury (1929) · La Voluntad del muerto (1930) · The Poor Millionaire (1930) · The Viking (1931) · Drácula (1931) · East of Borneo (1931) · The Homicide Squad (1931) · Officer Thirteen (1932) · A Scarlet Week-End (1932) · Cowboy Counsellor (1932) · The Penal Code (1932) · The Boiling Point (1932) · The Eleventh Commandment (1933) · The Dude Bandit (1933) · Murder in the Library (1933) · Hired Wife (1934) · East of Java (1935) · Jungle Menace (1937)
- Bibsys: 9011147
- Biblioteca Nacional de España: XX909632
- Bibliothèque nationale de France: cb14691107j (data)
- Gemeinsame Normdatei: 141176261
- International Standard Name Identifier: 0000 0000 7844 0445
- Nederlandse Thesaurus van Auteursnamen: 331341891
- Système universitaire de documentation: 232653550
- Virtual International Authority File: 17487251
- WorldCat: E39PBJqBwMJBBVfG77qxXBXcfq